# Szászóka
Szászóka, ukrán nyelven Сасівка, település Ukrajnában, a Kárpátalján, a Munkácsi járásban.

## Fekvése
Szolyvától keletre fekvő település.

## Nevének eredete
A Szászóka helységnév ruszin eredetű. A helységnév minden bizonnyal dűlőnévi eredetű, talán a Szász személynévből: ruszin Сас családnév (ЧУЧКА503), vagy a ruszin сас ’szász’ (HRINČENKO 4: 103) népnévből származhat, amihez a -ka helynév képző kapcsolódik. A hivatalos ukrán Сасівка a történelmi név ukránosított változata.

## Története
Nevét 1611-ben Szaszuka néven említették először (Dezső269).
Későbbi névváltozatai: 1645-ben Zsaszuka, 1773-ban Szaszoka, Sasnoha (LexLoc. 53), 1808-ban Szászoka, Sásowka, Szaszüka
(Lipszky: Rep. 324), 1851-ben Szászoka, 1873-ban és 1913-ban Szászóka (hnt.), 1925-ben Sasovka, 1944-ben Szászóka, Сасoвка
(Hnt.), 1983-ban Сасівка, Сасoвка (ZO).
1611. július 8-án Mágócsi Ferenc Suponyai Péternek kenézséget adott, abból a célból, hogy a Kalina nevű víz közt Száz nevű falut építsen”
A trianoni békeszerződés előtt Bereg vármegye szolyvai járásához tartozott.
1910-ben 585 lakosából 23 magyar, 87 német, 467 ruszin volt. Ebből 17 római katolikus, 479 görögkatolikus, 87 izraelita volt.

### Az 1916-os vasúti baleset
1916. november 30-án este 6 órakor történt Szászóka és Volóc között. A korabeli tudósítások szerint a balesetnek 13 halottja és 40 sérültje volt, így a halálos áldozatok számát tekintve az ország tíz legsúlyosabb vasúti balesetének egyike.
A baleset a Szászóka állomás után következő első őrháznál következett be. A Szászóka mellett levő hadikitérőből induló, két mozdonyból álló 462. számú gépvonat a Volóc felől érkező 407. számú személyvonattal ütközött össze. A 407-es személyvonat az állomáson már túlfutott, amikor egy mozdony a pályaudvar mellett levő hadikitérőből kiindult és ráfutott arra a vágányra, amelyen a 407-es személyvonat haladt. A forgalmi tiszt látta a fenyegető veszélyt, azonnal megelőző intézkedéseket akart tenni, de a két mozdony már oly közel volt egymáshoz, hogy az összeütközést megakadályozni nem lehetett és a 407. számú mozdony nagy erővel nekiment a 462. számú mozdonynak.
A baleset következtében négy személykocsi széttört. A szűk völgyben a járművek összetorlódtak, ami nagymértékben megnehezítette a mentési munkákat. A széttört kocsik deszkáiból tüzet raktak, a mentés ezek fényénél zajlott le. A sebesülteket Munkácsra szállították. A pályán egy darabig csak átszállással lehetett közlekedni.
Az okozott kárt százezer koronára becsülték.
A vizsgálat adatai szerint a felelősség a bekövetkezett katasztrófáért a hadikitérőből kifutott mozdony vezetőjét terheli, aki engedély nélkül vezette ki a mozdonyt a kitérőből a nyílt pályára, holott annál „jobban kellett volna vigyáznia, mert a lavocnei vonal hegyes-völgyes, kanyargós pályáján a kilátás igen rossz s igy fokozott elővigyázatra van szükség”.